# Douglas C. Wallace

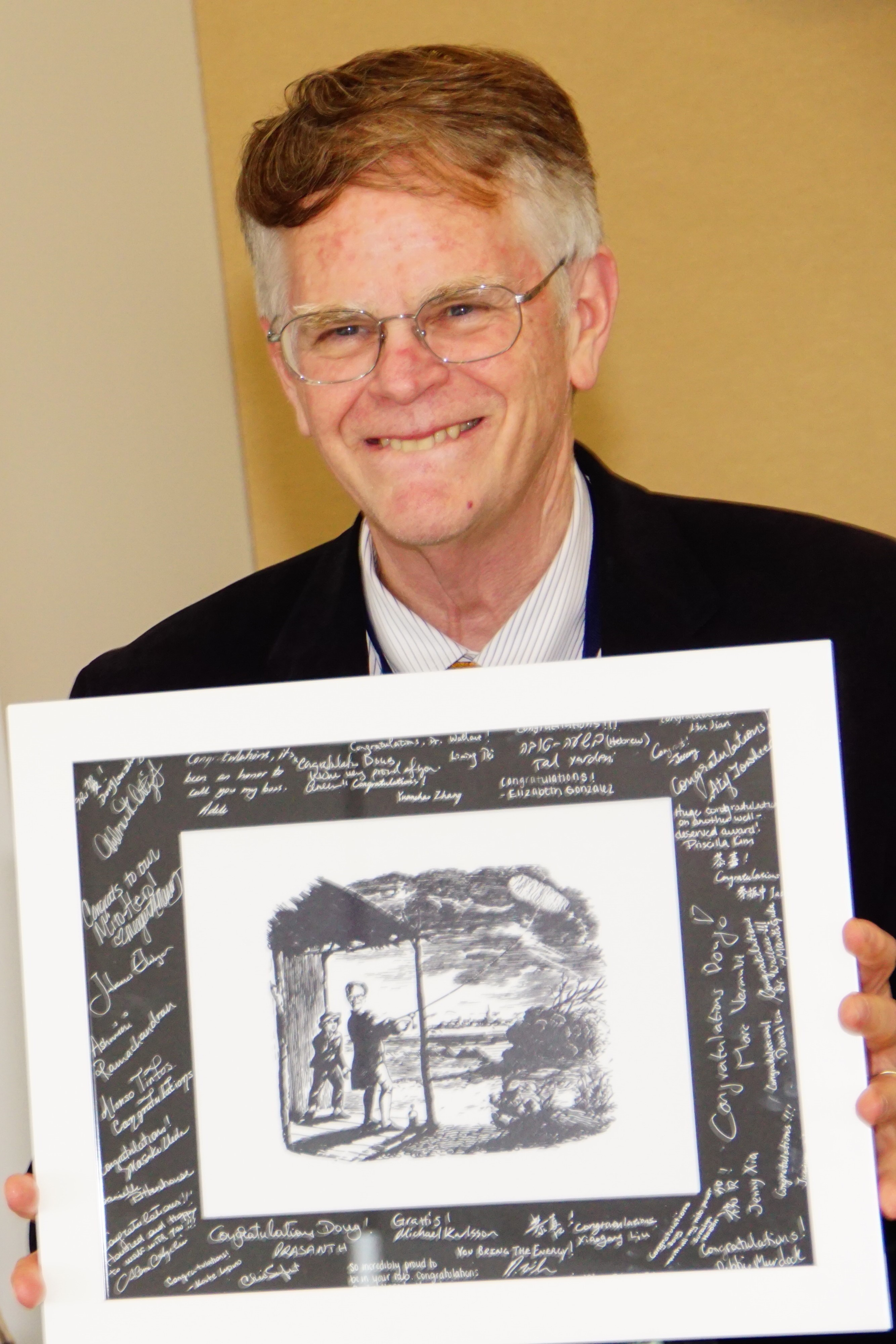
Douglas C. Wallace, 2017

Douglas Cecil Wallace (* 6. November 1946 in Cumberland, Maryland) ist ein Genetiker und Evolutionsbiologe an der University of Pennsylvania und dem Children’s Hospital of Philadelphia in Philadelphia, Pennsylvania.

## Leben
Wallace erwarb 1968 an der Cornell University in Ithaca, New York einen Bachelor in Genetik und Entwicklungsbiologie und an der Yale University in New Haven, Connecticut, 1972 einen Master und 1975 einen Ph.D. in Mikrobiologie und Humangenetik. Seine Dissertation trug den Titel Cytoplasmic genetics in mammalian tissue culture cells. Als Postdoktorand blieb er an der Yale University, bevor er 1976 eine Professur (Assistant Professor) an der Stanford University School of Medicine in Stanford, Kalifornien, erhielt. 1983 wurde er Professor (Adjunct Professor) für Biochemie, Anthropologie und Kinderheilkunde (Genetik) an der Emory University in Atlanta, Georgia. Von 1996 bis 2002 war Wallace für die Human Genome Organisation (HUGO) leitend im Bereich der mitochondrialen DNA tätig. 2002 übernahm er eine Professur für Molekularbiologie an der University of California in Irvine, Kalifornien, und wurde Leiter des dortigen Center for Molecular and Mitochondrial Medicine and Genetics. 2006 hatte er eine Gastprofessur an der Academia Sinica in Taipeh, Republik China. 2010 wechselte Wallace als Professor für Pathologie und Labormedizin und Stiftungsprofessor für Mitochondriale Medizin und Stoffwechselkrankheiten an die University of Pennsylvania in Philadelphia, Pennsylvania.

## Wirken
Wallace gilt als führend in der Erforschung der mitochondrialen DNA. Er führte die mitochondriale Genetik in der molekularen Humangenetik ein. So konnte Wallace 1975 erstmals überhaupt eine genetische Störung im Bereich der mitochondrialen DNA zeigen (eine Resistenz gegen Chloramphenicol) oder 1990 eine mitochondriale Mutation als Ursache für eine bestimmte Form einer myoklonischen Epilepsie beschreiben. Wallace trug entscheidend zum Mitochondrial Genome Project bei und entwickelte neue Methoden zur Analyse der mitochondrialen DNA.

## Auszeichnungen (Auswahl)
- 1995 Mitgliedschaft in der National Academy of Sciences
- 2000 Passano Award (gemeinsam mit Giuseppe Attardi)[1]
- 2004 Mitgliedschaft in der American Academy of Arts and Sciences[2]
- 2005 Pasarow Award
- 2009 Mitgliedschaft im Institute of Medicine[3]
- 2012 Gruber-Preis für Genetik
- 2017 Benjamin Franklin Medal des Franklin Institute
- 2017 Dr. Paul Janssen Award for Biomedical Research